# Mladý hospodář Brown
Mladý hospodář Brown (v orig. Young Goodman Brown) je povídka amerického spisovatele Nathaniela Hawthorna, vydaná v roce 1835. Její příběh je zasazen do puritánské Nové Anglie 17. století, což je prostředí velmi typické pro Hawthornovu tvorbu, a odkazuje na křesťanské reformační proudy, konkrétně kalvinismus a puritánství. Tato učení věří, že se lidstvo nachází ve stavu zkaženosti, ale Bůh díky své milosti (sola gratia), ačkoliv nezasloužené, předurčil vybrané smrtelníky ke spáse. (Koncept predestinace a nepodmíněného vyvolení.) Hawthorne se často zaměřoval na rozpory v puritánské společnosti, přesto však jeho příběhy pramení z puritánského chápání hříchu. Povídka symbolickým způsobem popisuje úpadek hlavního hrdiny, mladého Goodmana Browna, do hluboké introspekce, což vede k jeho postupné ztrátě víry a morálky. 

## Příběh
Samotný příběh začíná za soumraku v městečku Salem ve státě Massachusetts, kde se mladý Goodman Brown loučí se svou ženou Faith a připravuje se odejít na tajemnou cestu lesem. Přestože Faith svého manžela přesvědčuje, aby zůstal, Brown trvá na tom, že výpravu musí podstoupit ještě téže noci. Krátce po vstupu do lesa se k hrdinovi přidává starší muž, který se svým zjevem a oděním podobá Brownovi, třímající černou hůl ve tvaru hada. Hlouběji v lese pak potkávají starší ženu jménem Goody Cloyse, která Browna učila katechismu, když byl ještě chlapec. Cloyse si stěžuje na všechnu tu chůzi, starší muž tedy před ženu odhodí svou hůl a vzápětí odchází s Brownem.
Téže noci se v lese pohybují i další měšťané, kteří putují stejným směrem. Jakmile Brown uslyší hlas své ženy, snaží se ji přivolat. Nedostává se mu však odpovědi, a tak se zuřivě rozbíhá lesem se strachem, že se jeho krásná Faith ztratila někde v tomto temném, hříšném hvozdu. Brzo narazí na půlnoční mýtinu, kde jsou shromáždění všichni měšťané. Během lesního sabatu, který probíhá u planoucího oltáře z kamení, mají předstoupit dva čerství akolyté, kteří jako poslední z měšťanů nejsou zasvěceni – Goodman Brown a Faith. Brown vzývá nebesa a prosí Faith, aby odolala pokušení. Celá scenérie se však najednou rozplyne. Následujícího rána se Goodman Brown vrací domů a nedokáže rozluštit, zda se události předešlé noci opravdu staly, či to byl pouhý sen. Přesto je však hluboce otřesen a jeho přesvědčení, že žije v křesťanské komunitě, začíná slábnout. Ztrácí víru nejenom ve svou ženu, ale i v celé lidstvo. Až do samého konce svého života žije jako zahořklý a podezíravý cynik, který nikomu nevěří.

## Vznik díla a publikace

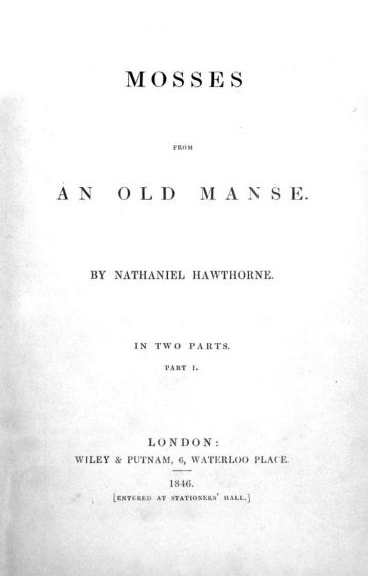
Titulní stránka sbírky Mechy z Old Manse

Povídka se odehrává během salemských čarodějnických procesů, kterých se v roli soudce zúčastnil i Hawthornův předek, John Hathorne. Právě to vedlo autora ke změně svého příjmení – kvůli pocitu viny si krátce po absolvování vysoké školy změnil jméno na „Hawthorne“.  Ve své tvorbě Hawthorne zpochybňoval zaběhnuté myšlenkové proudy, především puritánství Nové Anglie a tehdejší transcendentalismus. Podobně jako je tomu u většiny jeho díla, i v povídce Mladý hospodář Brown využívá autor dvojsmyslu.
Původně povídka vyšla v bostonském magazínu The New-England Magazine v dubnovém výtisku v roce 1835. Toto vydání však neobsahovalo autorovo jméno a Hawthorne byl kreditován pouze jako „autor povídky The Grey Champion“.  Pod autorovým jménem dílo vyšlo až v roce 1846 ve sbírce Mechy z Old Manse (v orig. Mosses from Old Manse).
V češtině povídka vyšla poprvé v roce 1988 pod názvem Mladý hospodář Brown v překladu Stanislavy Pošustové jako součást sbírky Mateřské znaménko od nakladatelství Odeon. 

## Rozbor
Mladý hospodář Brown se často označuje jako alegorie o poznání zla a zkažené povaze lidstva.  Většina Hawthornova díla (včetně jeho nejznámější knihy, Šarlatové písmeno) je zasazena do koloniálního prostředí Severní Ameriky, přesněji do města Salem. Toto zasazení podporuje i použití dobového jazyka a využití literárních technik jako je specifická dikce postav nebo kolokviální výrazivo. Hawthorne svým postavám dává charakteristická jména, která mají znázorňovat zejména kladné a nevinné atributy či přesvědčení: například Goodman Brown (doslova „dobrák Brown“) a Faith („víra“). V závěru povídky pak tyto jména slouží jako jakýsi paradox. Autor tímto způsobem podtrhuje ironii a kontrast postav se samotným příběhem. Hawthorne svou kritiku směřuje na puritánské ideály a vyjadřuje své opovržení touto společností. Ilustruje tedy dichotomii mezi vnějškem a skutečnou identitou puritánů.  
Akademik Walter Shear tvrdí, že Hawthorne příběh záměrně rozdělil do tří částí. První část zachycuje Goodmana Browna doma ve městě Salem, kde je pevnou součástí tamější komunity. V části druhé se protagonista po dobu jedné noci ocitá uprostřed lesa, kde prožívá události někde na pomezí snu a noční můry. Třetí část popisuje jeho návrat do společnosti; Goodman Brown však zůstává nenávratně změněn. Jeho úpadek je znázorněn záměrným přehlídnutím pozdravu své ženy, což symbolizuje jeho ztrátu víry a odmítnutí principů puritánského světa. 
Podle Jane Ebeiwenové povídka vypráví příběh o hrdinově ztrátě víry jako jednoho z předurčených. Brown je totiž přesvědčen, že právě on je jedním z vyvolených. Po třech měsících manželství se ho však zmocní pochybnosti, což je pro něj znamením hříchu, nemravnosti a cestou do zatracení. Jeho cesta lesem je typicky křesťanský motiv sebepoznání, ve kterém pochyby nahrazují víru v Boha. V důsledku této lesní výpravy Brown ztrácí svou ženu Faith, naději ve vykoupení a víru v lidskou dobrotu jako takovou. 

## Literární vliv a ohlasy
Spisovatel Herman Melville povídku považoval za stejně hlubokou jako díla Dante Alighieriho a Henry James ji nazval „skvostnou“.  Samotný Hawthorne však nevěřil, že by jeho povídka měla mít větší dopad než jakákoli z jeho předchozích děl. Později napsal: „Mé příběhy byly vydávány v magazínech a periodicích po dobu deseti nebo dvanácti let. Naplňují tak většinu mého mládí, aniž by na publikum zanechaly nejmenší dojem.“  Hawthornův současník Edgar Allan Poe však nesouhlasil, a o Hawthornových povídkách mluvil jako o „plodech nesmírně kreativního intelektu.“ 
Podle Stephena Kinga je to „jeden z nejlepších amerických příběhů“. Mladý hospodář Brown je Kingovo nejoblíbenější dílo od Hawthrona a uvádí ho jako inspiraci pro svou hororovou povídku Pán v černém obleku (angl. The Man in the Black Suit), za kterou získal literární cenu O. Henry Award. 
Současní literární vědci a kritici na povídku obecně nahlížejí jako na alegorický příběh, který byl napsán s cílem odhalit pokrytectví uvnitř puritánské společnosti a puritánské víry.

## Adaptace
Na Hawthornově povídce je založen krátký film z roku 1972 od režiséra Donalda Foxe. Účinkují v něm herci jako Mark Bramhall, Peter Kilman a Maggie McOmie.
V roce 1982 byl příběh adaptován pro rozhlasový program rádia CBC, Nightfall.
Mladý hospodář Brown je jediné dílo Nathaniela Hawthorna, které je začleněno v antologii American Fantastic Tales: Terror and the Uncanny from Poe to the Pulps – antologii vydané americkou neziskovou organizací pro literaturu Library of America.
V roce 2011 dramatik Lucas Krueger povídku upravil pro jeviště. O produkci hry se postarala univerzita Northern Illinois University a její scénář byl oficiálně vydán o rok později. Od té doby byla hra v produkci několika divadelních společností a středních škol.
Na povídce je založen i hudební videoklip z roku 2015 k písni „Can't Deny My Love“ od amerického zpěváka Brandona Flowerse. Flowers zde hraje postavu Goodmana Browna a Evan Rachel Wood je v roli jeho manželky Faith.
Komiksová kreslířka Kate Beaton povídku satirizovala v jednom z pokračování webového komiksu Hark! A Vagrant, který zesměšňuje obsesivní a černobílou morálku Goodmana Browna a jeho pokrytectví vůči jeho vlastní ženě a přátelům. 